# Age of Wonders 4
Age of Wonders 4 es un videojuego de estrategia por turnos 4X de 2023 desarrollado por Triumph Studios y publicado por Paradox Interactive. Es el sexto juego de la serie Age of Wonders, después de Age of Wonders: Planetfall.

## Sinopsis

### Trama
Al final de Shadow Magic, los Reyes Magos y los Demonios de las Sombras en guerra fueron desterrados de Athla. Por lo tanto, la Tercera Edad de AoW III fue una era de magia inferior. El imperio renacentista de la Human Commonwealth llenó el vacío de poder de los archimagos desterrados.
Cuando magos como Yaka, Karissa y Nimue abandonaron Athla en busca de riquezas en el Reino de las Sombras, Merlín selló su camino de regreso. Quedaron atrapados en el vacío entre reinos. El Tormento de las Sombras los dejó marcados y mentalmente deformados. Estuvieron corrompidos durante siglos en los dominios de Eldritch. Sin embargo, algunos reclamaron nuevos dominios y seguidores en reinos lejanos. El intrigante Shadowborn ayudó a los Reyes Magos a escapar de sus prisiones de otro mundo y regresar a Athla para establecerse como dioses sobre los mortales.
La Cuarta Edad presagia un nuevo comienzo donde las fuerzas mágicas vuelven a fluir libremente. Los Reyes Magos que regresaron primero se aprovecharon de reinos abundantes y armónicos para perfeccionar sus habilidades. Ya no están limitados a su forma mortal original y pueden crear seguidores muy diferentes. Un nuevo gobernante mortal surge para proteger los Campos del Renacimiento de la invasión. El campeón mortal asciende a Godirhood en Athla y es desafiado por viejos Reyes Magos que reclaman los reinos de los que fueron desterrados. El campeón mortal debe prepararse dominando las artes prohibidas y reuniendo a la población para una confrontación sin igual en el universo. Los conflictos ocurren en Athla y otros mundos dentro del Mar Astral. Sólo ascendiendo a Godir podrá el campeón mortal salvar a la gente de los peligros más allá de las Puertas del Mundo. El destino de todos los Godir en el Mar Astral está amenazado por un gran complot que se desarrolla en Magehaven.

### Configuración
AoW 4 tiene lugar en Athla y otros mundos del Mar Astral. Athla es uno de los mundos más antiguos con gran belleza natural y potencia mágica debido a la convergencia de los Flujos Astrales. A lo largo de los siglos, Athla tuvo un papel fundamental en la configuración del cosmos con importantes batallas de conquista y muchos Godir se originan en este planeta. La corte élfica de la casa Inioch fue saqueada por los primeros humanos de Athlan. En la Cuarta Edad, el Campeón Ascendido que se unió al Panteón de Godir en Magehaven, comienza en el Valle de las Maravillas en el Continente Bendito en Athla. El Campeón Ascendido debe construir un nuevo hogar para su tribu en el Valle de las Maravillas y superar un enfrentamiento con los Reyes Magos que regresan y buscan poder en los reinos del Mar Astral.
Todos los mundos más allá de Athla están conectados a través del vasto océano etéreo llamado Mar Astral. Algunos de estos mundos distantes son explorables por los campeones mortales y reclamables como propios. Los Campeones y Magos Mortales ascendidos se convierten en Godir divino capaz de viajar entre los mundos y crear seguidores. La reunión de Godir en Magehaven pasó a ser conocida como el Panteón. Magehaven es un mundo en el Mar Astral donde los Godir celebran su foro de disputa y consejo. Un hechizo irrompible protege a todas las criaturas vivientes y almas en Magehaven. Cada Godir es parte del gran Panteón del Mar Astral. Las alianzas más importantes son el legítimo Covenant y el intrigante Shad'rai. El Pacto quiere mantener antiguos acuerdos de paz y estabilidad. Los caóticos Shad'rai creen que ningún poder debe ocultarse e invadir reinos dignos de dominación. Los Godir construyeron portales mágicos llamados World Gates para permitir un acceso casi instantáneo a nuevos reinos.

## Gameplay
AoW 4 es un juego de estrategia por turnos ambientado en un universo de alta fantasía. La jugabilidad principal basada en 4X es similar a las precuelas con una gran cantidad de mejoras, nuevos sistemas y una profunda personalización. Hay 2 opciones de sistemas de giro: Giros Clásicos y Giros Simultáneos. Modo de giros clásicos; cada jugador juega su turno en orden. Giros Simultáneos; todos los jugadores juegan sus turnos simultáneamente. Sin embargo, las batallas tienen el estilo clásico de esperar tu turno.

### facciones
Cada facción consta de una raza y un gobernante. Hay 20 facciones oficiales o construye una raza inicial única definida por su forma física, cultura, rasgos y tomo mágico. Hay más de 10 formas físicas que van desde humanos hasta Molekin y 36 rasgos. El jugador elige el origen del gobernante: Campeón o Rey Mago. Un Campeón es un mortal surgido de las filas de su pueblo. Un Rey Mago busca dominar un nuevo reino y puede ser una raza diferente a la de sus seguidores. Hay nuevos sistemas de creación y evolución de facciones y un creador de personajes de avatar mejorado. La facción del jugador encarna sus rasgos. Los jugadores pueden determinar los caminos de investigación, construcción y evolución de sus facciones.

### Reinos
Hay múltiples ámbitos oficiales con distintas visiones de portal; Los Campos del Renacimiento, el Valle de las Maravillas, Las Arenas Cristalizadas, las Llanuras Paradisíacas, El Bosque Infinito, El Trono Vacante, Las Tierras Husklands, Los Valles de Brisa Helada. Los niveles indican el nivel de dificultad. El Valle de las Maravillas es el primer reino de la historia sobre el Ascenso del Godir. Las nuevas opciones de creación de reinos permiten al jugador personalizar y crear nuevos reinos. Hay una variedad de rasgos como geografía, clima, habitantes, efectos ambientales, modificadores de reglas, ciudad libre y modificadores de unidades. Sin embargo, no existe un editor de mapas para diseñar la forma de continentes o islas.

### Narrativo
El nuevo motor narrativo añade encuentros, diplomacia y reacciones a eventos para los jugadores. También hay misiones de historia y eventos narrativos. Sin embargo, no existe una campaña de historia lineal con misiones. El jugador puede establecer recompensas, que son misiones opcionales con recompensas para otros gobernantes.

### Ciudades
El dominio de la ciudad se expande en función del crecimiento de la población. Cada provincia tiene mejoras opcionales. Las ciudades tienen colas separadas para estructuras y unidades. Imperium es el recurso para la gestión del imperio.

### Combate
El combate por turnos tiene un nuevo sistema de moral y roles de unidad claramente definidos. Hay muchas unidades y habilidades nuevas. El nuevo sistema de asedio añade preparativos y opciones para los defensores.

### Tomos
Hay más de 50 tomos de magia con 6 afinidades con los poderes cósmicos.

## Desarrollo y lanzamiento
AoW 4 se anunció el 19 de enero de 2023 para PlayStation 5, Windows y Xbox Series X/S. Está impulsado por un Creator Engine actualizado que también se utilizó para todos los títulos anteriores de Triumph Studios. El desarrollo tomó casi 4 años. El tema central de AoW 4 es la creación. La era mágica inferior de AoW III tiene tonos otoñales, renacimiento e industrialización. Por el contrario, AoW 4 tiene tonos frescos primaverales, fantasía/medieval temprano, creación y alta magia. El estilo artístico tiene paletas de colores más frescos, teñidos de verde y azul. El juego se lanzó el 2 de mayo de 2023.

### Música
Michiel van den Bos compuso el OST de casi 2 horas de duración de AoW 4. Consiste en su mayoría en material musical completamente nuevo con algunos guiños a canciones heredadas de AoW. El 15 de mayo de 2023, se lanzó en YouTube una banda sonora de baja fidelidad de AoW 4 compuesta y mezclada por Van den Bos. Incluye algunas canciones clásicas de AoW 1 y 3. Van den Bos hizo 6 canciones adicionales para la expansión Empires & Ashes.

## Contenido descargable
Se han lanzado tres DLC para el juego. Cada uno es opcional y se puede instalar en el juego base en cualquier orden.
| Nombre          | Tipo                 | Fecha de lanzamiento   | Descripción                      |
| --------------- | -------------------- | ---------------------- | -------------------------------- |
| Dragon Dawn     | Paquete de contenido | 20 de junio de 2023    | Primer paquete de contenido.     |
| Empires & Ashes | Expansión            | 7 de noviembre de 2023 | Primera expansión y segundo DLC. |
| Primal Fury     | Paquete de contenido | 27 de febrero de 2024  | Segundo paquete de contenido.    |
| Eldritch Realms | Expansión            | Muy pronto             | Segunda ampliación.              |

### Expansiones

#### Imperios y cenizas
La primera expansión de AoW 4 se lanzó el 7 de noviembre de 2023. Agregó la forma aviar, la cultura militarista Reaver, 4 tomos, mecánica de victoria de sellos de poder, 2 misiones de historia, maravilla antigua y ubicación de infestación, unidades y monturas de vida silvestre, 6 pistas musicales de Van den Bos. La actualización gratuita de Golem se lanzó simultáneamente para todos los jugadores. Cuenta con Item Forge y modificaciones para sistemas centrales como Form Traits.

### Paquetes de contenido

#### Dragón Amanecer
El paquete de contenido Dragon Dawn se lanzó el 20 de junio de 2023. Este DLC agregó, por ejemplo, Dragon Lords, Lizardfolk, Dragon Ruler godir origin, Tomes, The Ashen War kingdom. La actualización Wyvern también se lanzó para todos los jugadores. Incluye nuevos rasgos, unidades montadas y de caballería, y mejoras en el mapa mundial.

#### Furia primigenia
El paquete de contenido Primal Fury agregó las formas Lupin & Goatkin, la cultura Primal, nuevos tomos, el reino Stormwreathed Isles, 4 logros, 4 nuevas monturas y más el 27 de febrero de 2024. La actualización Wolf es gratuita para todos los jugadores e incluye recompensas de guerra, reclutamiento de héroes, revisión de la nigromancia, expansión del Panteón y mejoras en la calidad de vida.

## Recepción

### Recepción de la crítica
Age of Wonders 4 recibió una recepción "generalmente favorable" por parte de las publicaciones de videojuegos en el momento de su lanzamiento (88% positivo).  PCGamesN dijo: "Este es sin duda el mejor juego 4X que he jugado en años, y ofrece exploración, combate y diplomacia de primer nivel junto con un sistema de personalización dinámico y gratificante". Polygon dijo: "Age of Wonders 4 es muy divertido como una combinación sólidamente entretenida de cosas familiares que me encantan". PC Gamer llamó al juego "Un 4X sabroso e inventivo". 

### Ventas
El juego vendió 250.000 copias en menos de una semana hasta el 9 de mayo de 2023. Hubo un máximo de 42,826 jugadores simultáneos de Steam el 1 de mayo de 2023.

### Premios
AoW 4 ganó el premio al Mejor Juego en los Dutch Game Awards en 2023. Los jueces dijeron que AoW 4 es una excelente continuación de la serie, innovadora dentro del género de estrategia y combina mecánicas antiguas y nuevas para crear una obra maestra. Se agregó a la Colección de Sonido y Visión para su conservación.